# Hèctor Villalba Chirivella
Hèctor Villalba i Chirivella (Almussafes, Ribera Baixa, 1954) és un expolític i professor d'institut valencià. Fou president de les Corts Valencianes entre 1997 i 1999, i president d'Unió Valenciana en el mateix període, partit del qual és cofundador.

## Trajectòria política
Va ser regidor a l'ajuntament del seu poble (Almussafes) entre 1979 i 1984 primer, i després diputat a les Corts Valencianes entre 1987 i 1999 en la llista d'UV per la circumscripció electoral de València. Va ser el cap de llista i candidat a la presidència de la Generalitat per Unió Valenciana en les eleccions de 1991, aconseguint més de 200.000 vots (10,5%) i 7 diputats, el rècord absolut del partit. Va presidir les Corts entre gener de 1997 i 1999. A les eleccions autonòmiques de 1999 tornà a ser candidat a President de la Generalitat Valenciana, però el seu partit no aconseguiria representació parlamentària malgrat obtenir més de 100.000 vots, en quedar unes dècimes per davall de la barrera del 5%. A conseqüència, Villalba renuncià al càrrec de president del partit, i abandonaria la política activa. Continuaria militant a Unió Valenciana fins a 2004, any que abandonaria definitivament el partit.
Hèctor Villalba estava enquadrat en el corrent progressista i valencianista d'UV, i tot i estar retirat de la política, a les Eleccions a les Corts Valencianes de 2011 va tancar la candidatura del partit Units per València.